# Vysokoenergetický fosfát
Pojem vysokoenergetický fosfát označuje sloučeniny obsahující vazby mezi fosfátovými skupinami, jako jsou difosfáty a trifosfáty nukleosidů a další makroergní sloučeniny.
Vysokoenergetické fosfátové vazby bývají tvořeny anhydridy vzniklými spojováním kyseliny fosforečné nebo jejích derivátů za odštěpení vody. Hydrolýza těchto vazeb je za fyziologických podmínek exergonní, tedy uvolňuje energii.
| Reakce                |
| --------------------- |
| ATP + H2O → ADP + Pi  |
| ADP + H2O → AMP + Pi  |
| ATP + H2O → AMP + PPi |
| PPi + H2O → 2 Pi      |

S výjimkou PPi → 2 Pi jsou tyto reakce v buňkách spojeny s dalšími procesy sloužícími k získávání energie. Reakce vysokoenergetických fosfátů mohou sloužit jako:
- zdroj energie pro buněčné procesy
- způsoby propojení procesů s určitými nukleosidy, čímž umožňují jejich řízení
- prostředky k vychýlení reakcí z rovnovážného stavu provedením reakcí příliš rychle, než aby se mohla obnovit původní rovnováha.

Reakce, která tvoří výjimku, umožňuje jednoduchou hydrolýzu ATP + H2O → AMP + PPi, čímž se získává energie ze dvou hydrolýz vysokoenergetických vazeb, kde hydrolýza PPi probíhá odděleně. AMP se zpět na ATP mění ve dvou krocích, kde nejprve proběhne reakce ATP + AMP ↔ 2 ADP, po níž se ADP převede na ATP oxidační fosforylací nebo jiným obdobným procesem, například glykolýzou.
Vysokoenergetické fosfátové vazby se často označují symbolem '~', kdy má poté například ATP vzorec A-P~P~P. Tento zápis vytvořil Fritz Albert Lipmann, který v roce 1941 jako první označil ATP za hlavní molekulu přenášející energii v buňkách. Lipmannův zápis zdůrazňuje zvláštní povahu těchto vazeb. Lipmannovo označení „vysokoenergetická vazba“ a symbol ~P pro sloučeniny obsahující vysokoenergetické fosfátové skupiny se stále používají; toto značení výrazně podpořilo zájem o výzkum bioenergetiky.
Označení těchto vazeb za vysokoenergetické z hlediska záporné změny energie není v důsledku samotného štěpení vazeb, které je jako většina štěpení vazeb endergonní (spotřebovává energii). Záporná změna energie vyplývá z toho, že vazby vytvořené po hydrolýze, nebo fosforylaci pomocí ATP, mají nižší energii než předchozí vazby. Tento stav je způsoben rezonanční stabilizací, solvatací produktů, a destabilizací reaktantů v důsledku elektrostatického odpuzování atomů fosforu.